# Cratere Xibaipo
Xibaipo è un cratere sulla superficie di Marte.